# Souk El Gharb
Souk El Gharb (auch Suk, Sug al, ul, Suq) ist eine Stadt im Gouvernorat Libanonberg im Distrikt Alayh im Libanon. Der Name der Ortschaft heißt übersetzt „westlicher Markt“.
Vor dem Libanesischen Bürgerkrieg war dies ein aufstrebender Gebirgserholungsort in den Bergen im Distrikt Alayh von Libanonberg. Dort gibt es einen Pinienwald mit Blick auf den Golfe de Saint-Georges und Beirut. Die Stadt liegt nur wenige Kilometer von der Stadt Alayh entfernt und wird heutzutage als einer von dessen Vororten angesehen. Die Städte, die zwischen Aley und Souk El Gharb liegen, sind Bmakine und die beiden Ains Ain el-Sayydé und Ain el-Rimmané. Südlich von Souk El Gharb liegt die Ortschaft Kaifun.

## Bildungseinrichtungen
Souk El Gharb ist bekannt für einige seiner Schulen: Die Souk El Gharb Presbyterian School (zur Alumni gehörte unter anderem Abraham Rihbany), das Souk El Gharb College of Lebanon, das Souk El Gharb Technical Institute and College, die Souk el Gharb School for English Instruction und die Souk El Gharb Boarding School for Boys. Außerdem gibt es die Balamand Universität in Souk El Gharb.

## Geschichte
Es gibt Ruinen aus der Römerzeit in der Stadt. Einige Gebäude wurden im 16. Jahrhundert erbaut. Daniel Bliss, der spätere Gründer der heutigen Amerikanischen Universität Beirut, lebte nach seiner Ankunft 1856 als Schulleiter in Souk El Gharb. Die Stadt war Schauplatz von Kämpfen während des libanesischen Bürgerkrieges, wodurch sie stark in Mitleidenschaft gezogen wurde. Im Juni 2005 wurden erstmals Parlamentswahlen seit dem Rückzug der Syrischen Streitkräfte abgehalten.

## Kirchen
- Die Griechisch-katholische Abtei Sankt Georg von Bmakine.
- Die Griechische Orthodoxe Abtei Sankt Georg, die 1557 gegründet wurde und als Sommersitz des orthodoxen Metropoliten von Beirut dient.[2]